# Малые Барановцы
Малые Барановцы (укр. Малі Баранівці) — село в Бисковичской сельской общине Самборского района Львовской области Украины.
Население по переписи 2001 года составляло 496 человек. Занимает площадь 6,13 км². Почтовый индекс — 81422. Телефонный код — 3236.